# Johanna Schouten-Elsenhout
Johanna Schouten-Elsenhout (née Johanna Isidoro Eugenia Elsenhout le 7 juillet 1910 et morte le 23 juillet 1992) est une poétesse surinamienne et une éminente dirigeante de la communauté qui s'est battue pour la reconnaissance du sranan et de la culture afro-surinamaise. 

## Biographie

### Vie privée
Schouten-Elsenhout est née à Paramaribo en 1910. Elle est la cadette de six enfants d'une famille catholique composée notamment de Johan Alexander Elsenhout, propriétaire de la concession d'or et contremaître des exploitants de Balata, et de Gerarda Rosalina Triel. La mère de Schouten-Elsenhout est l'enfant d'une esclave.  
A 18 ans, elle donne naissance à des jumeaux : Lucien et Eugénie. Eugénie décède dans sa première année. Trois ans plus tard, Rudy, son deuxième fils voit le jour. 
Dans les années soixante, elle épouse Wim Schouten, un entrepreneur, et ils déménagent à Groninge aux Pays-Bas. 

### Début de carrière
Johanna Schouten-Elsenhout est connue pour sa poésie qui est écrite sans versets. Les poèmes sont écrits en sranan tongo (la langue de sa mère) et ne contiennent aucune ponctuation. Ses poèmes d'amour incluent de l'amour lesbien, ce qui n'est pas tabou dans la culture afro-créole. On dit qu'elle composait et écrivait des phrases proverbiales depuis longtemps avant qu'elle et d'autres ne reconnaissent qu'elle composait de la poésie. Elle a été appelée la grand-mère Moïse de Sranan . 
Elle commence sa carrière vers l'âge de 46 ans.

## Travaux

### Thématiques
Les poèmes de Schouten-Elsenhout peuvent être grossièrement divisés en quatre catégories :
- des poèmes écrits en transe de peur et de souffrance,
- des poèmes qui décrivent le pouvoir de l'humain - en particulier des femmes -,
- des poèmes historiques,
- des poèmes sur le quotidien et la vie.

Schouten-Elsenhout a régulièrement combiné ces thèmes. 
Dans son travail, elle a exprime sa colère face au passé de l'esclavage. En plus des poèmes, elle a écrit des paroles sous une forme de chanson plus traditionnelle.

### Œuvres
En 1963, Schouten-Elsenhout a publié son premier livre de poésie intitulé Tide ete (Done Today / Vandaag nog). En 1965, son deuxième livre est publié : Awese (Healing Spirit). Un Awese est un esprit de guérison dans W inti, la religion afro-suriname. Les deux livres sont « des jalons dans l'émancipation de la langue et de la culture des peuples créoles du Suriname et du mouvement des droits des femmes du Surinam ».
En 2010, une réimpression a été publiée pour commémorer son centième anniversaire avec des traductions de D. France Oliveira.

### Langue créole
À propos de la langue créole, Sranantongo, Johanna Schouten-Elsenhout a dit : « Votre langue est votre culture et c'est la possession la plus précieuse d'un être humain. Si vous l'avez perdu, alors vous avez perdu votre force vitale, votre kra. Votre kra est votre propre personnalité. Vous êtes peut-être pauvre, mais vous avez un esprit précieux qui vous tient ». Un des poèmes les plus célèbres de Schouten-Elsenhout est Uma (Femme) dont les premières lignes sont : 
Noti no hei so

Lek 'a sten

D 'e bari

Dans 'dyugudyugu f' a dei
« Rien n'est si glorieux / Comme une voix / Qui appelle / Dans le chaos d'un jour. » 

### Reconnaissance littéraire
Son œuvre commence à être reconnue lorsque son poème Kotomisi a été positivement reçu en 1958 dans l'émission radio Nanga opo doro par les linguistes Jan Voorhoeve et Hein Eersel. Ils l'encouragent à publier sa poésie. En 1962, Schouten-Elsenhout cinquante-quatre de ses poèmes ont été publiés dans le magazine Soela.  
Schouten-Elsenhout prononce plusieurs allocutions dans les universités de Leyde et de Groningen et pour la Fondation de la coopération culturelle (Sticusa) à Amsterdam.
Selon Oerdigitaalvrouwenblad, une publication littéraire néerlandaise (féministe, antiraciste), Hillary Clinton a lu ce poème en 1999 lors de la Conférence de l'UNESCO à La Haye, aux Pays-Bas.

## Représentation
Erwin de Vries, sculpteur à Paramaribo (Suriname), a réalisé un buste en bronze commandé par le Mouvement national des femmes, de Nationale Vrouwen Beweging (NVB) pour la commémoration du centième anniversaire de la poétesse. L'oeuvre se situe dans la rue Henck Arron à Paramaribo. 

## Liste d'œuvres
- 1962 : Publication d'un recueil de poèmes
- 1963 : Tide ete (Aujourd'hui) [1]
- 1965 : Awese [1]
- 1973 : Surinaamse gedichten (poèmes surinamais)[1]
- 1974 : Sranan Pangi

## Prix et récompenses
- En 1974, elle a reçu un prix littéraire de Sticusa pour l'ensemble de son œuvre[1].
- En 1987, elle a reçu le titre de chevalier de l'Ordre de l'étoile jaune.